# Karin Carstens-Johannsen
Karin Margaretha Carstens-Johannsen, född 27 februari 1897 i Helsingborg, död 25 maj 1961 i Lund, var en svensk konstnär. Hon var dotter till trafikchefen, friherre Carl Gustaf Uggla och Minna Waldenström samt från 1923 till sin död gift med stadsläkaren Ernst Carstens-Johannsen (1892–1966).
Carstens-Johannsen studerade vid Tekniska skolan och Althins målarskola i Stockholm samt vid konstakademin i Köpenhamn. Hon har medverkat i samlingsutställningar på olika platser i Skåne. Hennes konst består av porträtt, blomsterstilleben och landskap med en prägling av dansk intimitet. 
Karin Carstens-Johannsen är begravd på Uppåkra kyrkogård.